# Monoporus clusiifolius
Monoporus clusiifolius är en viveväxtart som beskrevs av Joseph Marie Henry Alfred Perrier de la Bâthie. Monoporus clusiifolius ingår i släktet Monoporus och familjen viveväxter. Inga underarter finns listade i Catalogue of Life.